# Aligot pit-roig
L'aligot pit-roig (Buteo rufofuscus) és una espècie d'ocell de la família dels accipítrids (Accipitridae). Habita les muntanyes i praderies de l'Àfrica Meridional, a Namíbia, sud-oest de Botswana i de Moçambic i Sud-àfrica. El seu estat de conservació es considera de risc mínim.
Se l'ha considerat coespecífic amb Buteo augur i Buteo archeri.